# Opzij Literatuurprijs
De Opzij Literatuurprijs is een jaarlijkse bekroning voor schrijfsters wier werk bijdraagt aan de ontplooiing, bewustwording en emancipatie van vrouwen. De prijs wordt sinds 1979 uitgereikt door het maandblad Opzij. Tot 2008 heette de prijs de Annie Romeinprijs, vernoemd naar Annie Romein-Verschoor (1895-1978), en was het een tweejaarlijkse prijs. In 2008 is de prijs hernoemd naar Opzij Literatuurprijs.
In 2018 bestond de prijs uit een halve bitcoin met een toenmalige dagwaarde van ongeveer 2750 euro.

## Annie Romeinprijs (1979-2007)
- 1979: Joke Smit[3]

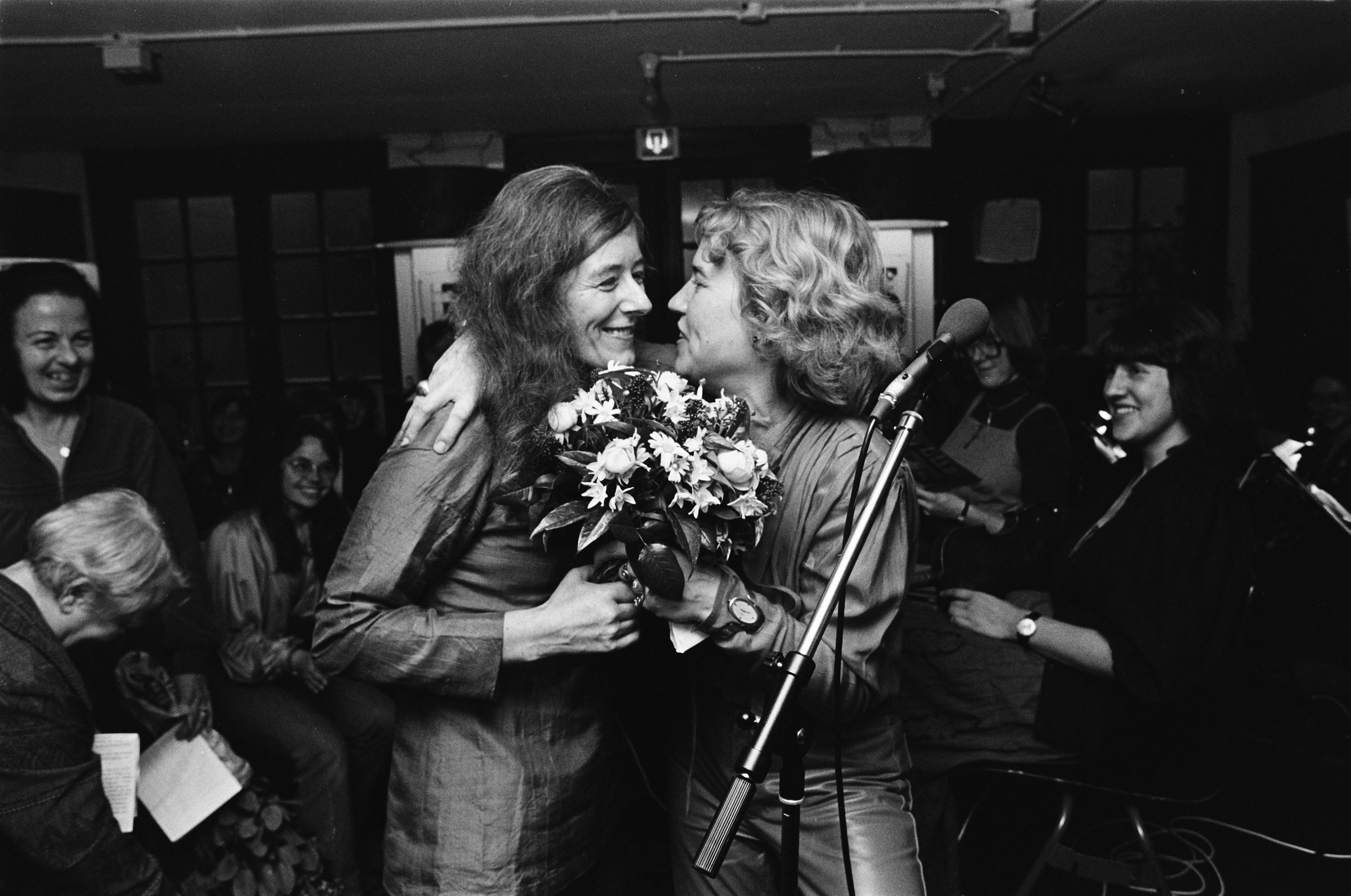
Joke Smit ontvangt de Annie Romeinprijs van Anneke Reuvekamp, 30 November 1979

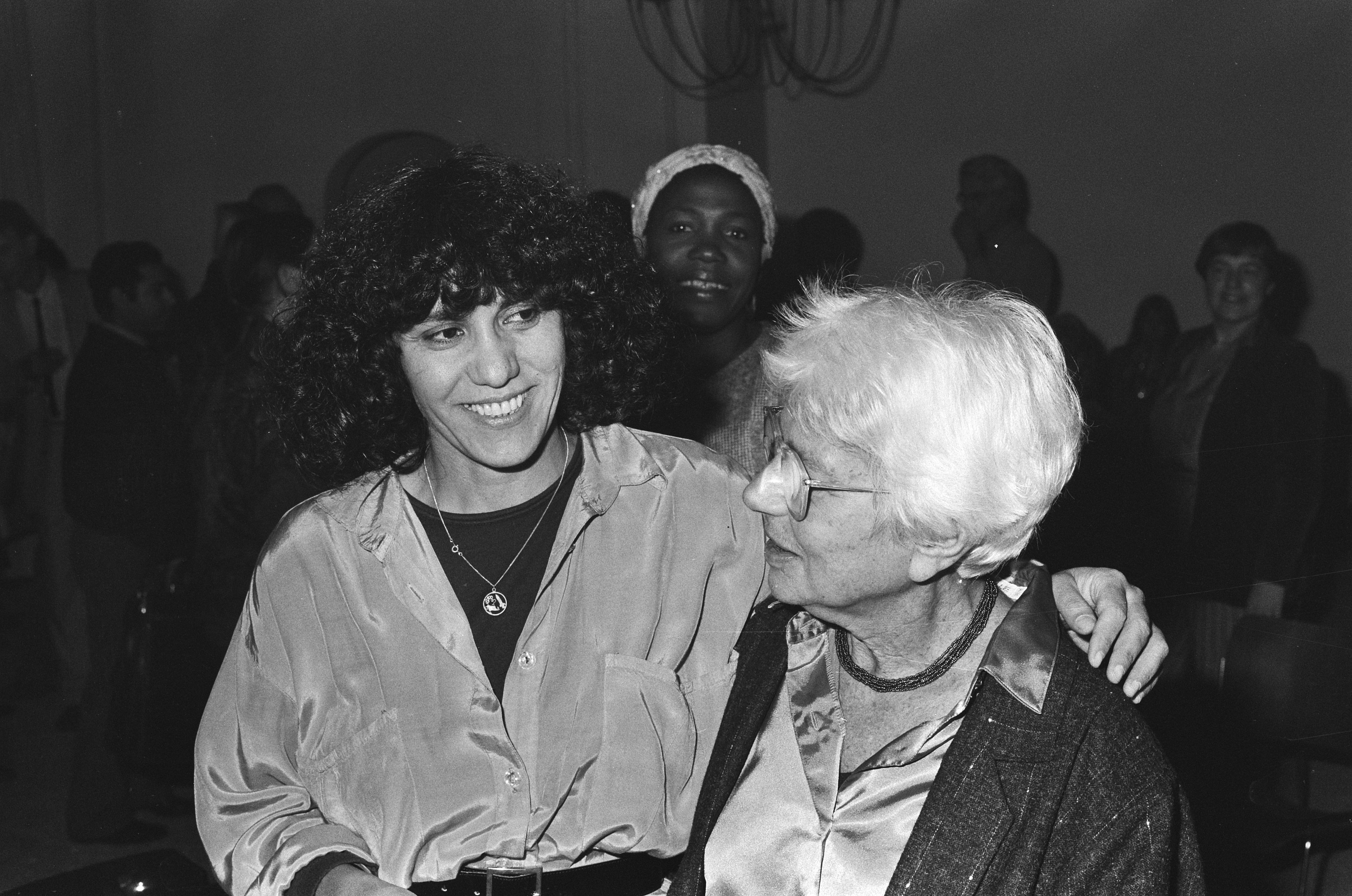
1985: winnares Eva Besnyö (rechts) met Maviye Karaman Ince

- 1981: redactie van het tijdschrift LOVER[4]
- 1983: Andreas Burnier[5]
- 1985: Éva Besnyő[6]
- 1987: Anja Meulenbelt[7]
- 1989: Hannes Meinkema[8]
- 1991: Ethel Portnoy[9]
- 1993: Renate Dorrestein[10]
- 1995: Hella S. Haasse[11]
- 1997: Doeschka Meijsing[12]
- 1999: Marga Minco[13]
- 2001: Helga Ruebsamen[14]
- 2003: Mensje van Keulen[15]
- 2005: Maria Stahlie[16][17]
- 2007: Marjolijn Februari[18]

## Opzij Literatuurprijs (sinds 2008)
- 2008: Over de liefde van Doeschka Meijsing[19]
- 2009: Weg van Minke Douwesz[20][21]
- 2010: De held van Jessica Durlacher (Uitreiking woensdag 16 februari 2011)[22][23]
- 2012: Lieve Céline van Hanna Bervoets[24]
- 2013: De ochtend valt van Manon Uphoff[25][26]
- 2014: Wij en ik van Saskia De Coster[27][28]
- 2015: De consequenties van Niña Weijers[28][29]
- 2016: Dertig dagen van Annelies Verbeke[30]
- 2017: Geen prijs uitgereikt door overname van het tijdschrift door uitgever Hans van Brussel van Veen Media[31]
- 2018: Dubbelbloed van Etchica Voorn[32]
- 2019: ’t Hooge Nest van Roxane van Iperen[33]
- 2020: Geen prijs uitgereikt in verband met de Coronacrisis in Nederland[34]
- 2021: geen uitreiking
- 2022: geen uitreiking
- 2023: Citroeninkt van Maral Noshad Sharifi, de publieksprijs ging naar Mama Lee van Mischa Blok.[35]